# 風岡尚幸
風岡 尚幸（かざおか なおゆき、1968年1月24日 - ）は、愛知県春日井市出身の元プロ野球選手（内野手、右投右打）、コーチ。

## 来歴・人物

### プロ入り前
中部大春日丘高より、1985年のドラフト会議で阪急ブレーブスに6位指名されて入団。背番号は62。安定した遊撃の守備は「弓岡2世」と評された。

### 阪急・オリックス時代
1988年に初めて一軍公式戦に出場。
1991年に38試合に出場。その後は1年おきに一軍に40 - 60試合出場する。
1993年オフに背番号を37に変更。
1997年オフにオリックスを自由契約になり阪神タイガースにテスト入団。移籍後も背番号が変わらなかった。

### 阪神時代
1998年は61試合に出場する（出場試合数は自身2番目に多かった）。
1999年以降は一軍出場が無かった。
2000年に現役を引退。翌年よりコーチに転身し、背番号も87に変更された。

### 現役引退後

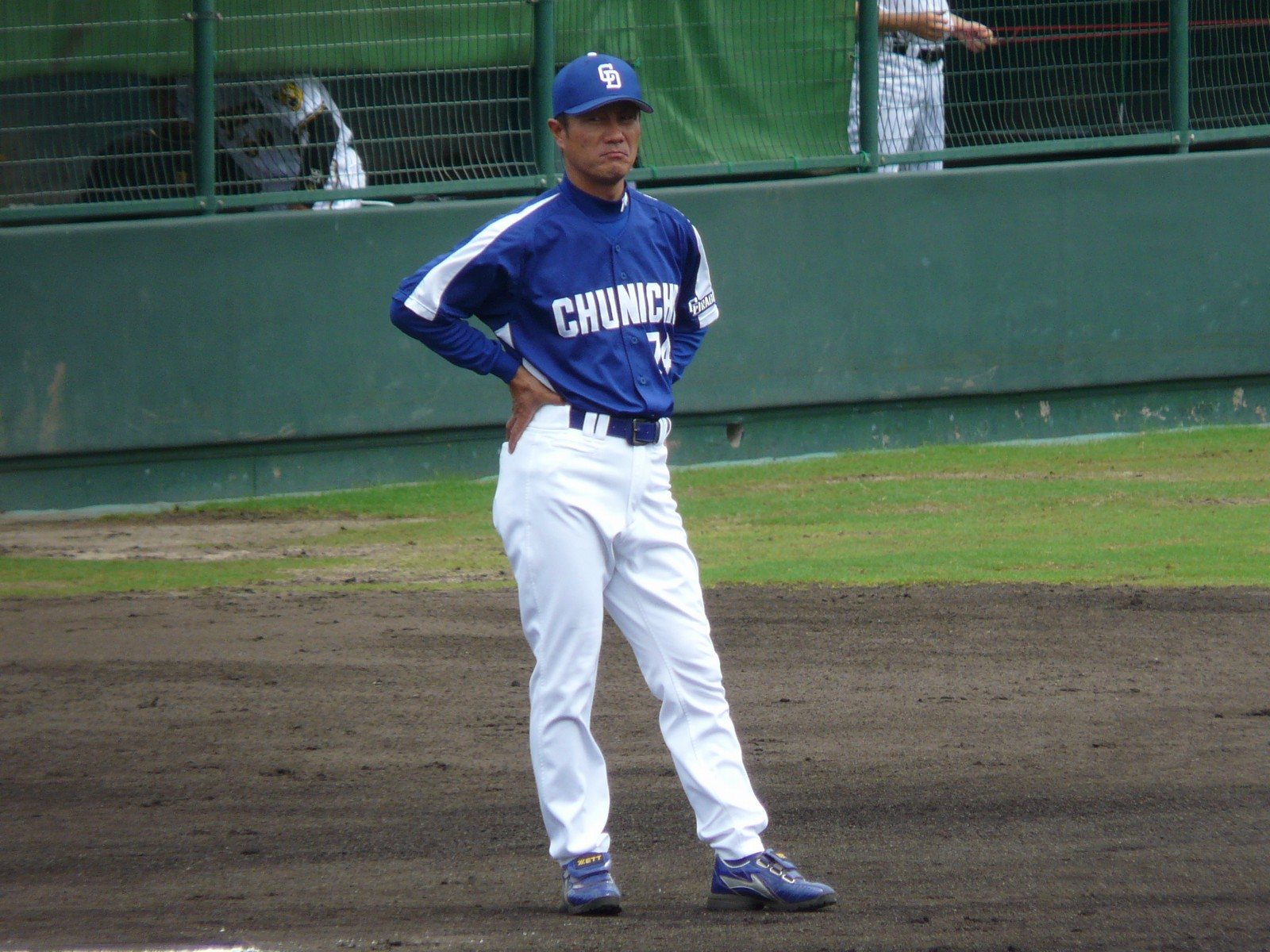
中日二軍内野守備走塁コーチ時代 2008年6月26日 阪神鳴尾浜球場

2001年から2002年まで阪神で二軍守備・走塁コーチを務めた。
2003年から2004年までは三軍コーチを務めた。
2005年からは地元に戻り、中日ドラゴンズの二軍内野守備・走塁コーチを務めた。背番号は74。
2010年は二軍監督に転身した川相昌弘に代わって一軍内野守備・走塁コーチに配置転換されたが、6月3日の時点で12球団最多の失策数だったために、シーズン途中で二軍内野守備・走塁コーチに転じ、同年退団した。
2011年からは阪神に再び戻り、二軍守備・走塁コーチを務める。背番号は73。
2013年、11月26日から台湾で開催された2013アジアウインターベースボールリーグにおいて、NPB選抜の内野守備走塁コーチを務めた。
2015年は、一軍守備・走塁コーチとなったが、10月15日に今季限りのコーチ契約であることを伝えられた。
2016年からは古巣のオリックスに戻り一軍内野守備走塁コーチに就任。背番号は76。同年は4年ぶりの最下位に終わった。
2017年も同職を務めたが、チーム78失策のうち、48失策は内野陣の拙守が散見されたと『週刊ベースボール』で指摘され、盗塁数も12球団最少の33だった。11月25日から台湾で開催される2017アジアウインターベースボールリーグにおいて、4年ぶりにNPBウエスタン選抜の内野守備走塁コーチを務めた。
2019年は一軍ヘッドコーチを務めたが、3年ぶりの最下位に終わった。
2020年は再び一軍内野守備走塁コーチを務めた。
2021年からは、コーチに一軍・二軍の区別がなくなったため、役職名は内野守備・走塁コーチとなった。
2025年からは二軍のヘッドコーチを務める。

## 家族
次男の風岡賢汰はKMGホールディングス硬式野球部に所属する社会人野球選手（内野手）。同部所属前はハナマウイ野球部に所属し、2024年の主将を務めた。
長女は宝塚歌劇団宙組男役の大路りせ。

## 詳細情報

### 年度別打撃成績
| 年 度     | 球 団           | 試 合 | 打 席 | 打 数 | 得 点 | 安 打 | 二 塁 打 | 三 塁 打 | 本 塁 打 | 塁 打 | 打 点 | 盗 塁 | 盗 塁 死 | 犠 打 | 犠 飛 | 四 球 | 敬 遠 | 死 球 | 三 振 | 併 殺 打 | 打 率 | 出 塁 率 | 長 打 率 | O P S |
| --------- | --------------- | ----- | ----- | ----- | ----- | ----- | -------- | -------- | -------- | ----- | ----- | ----- | -------- | ----- | ----- | ----- | ----- | ----- | ----- | -------- | ----- | -------- | -------- | ----- |
| 1988      | 阪急 オリックス | 2     | 2     | 2     | 0     | 0     | 0        | 0        | 0        | 0     | 0     | 0     | 0        | 0     | 0     | 0     | 0     | 0     | 1     | 0        | .000  | .000     | .000     | .000  |
| 1991      | 阪急 オリックス | 38    | 21    | 20    | 1     | 2     | 0        | 0        | 0        | 2     | 0     | 0     | 0        | 0     | 0     | 1     | 0     | 0     | 3     | 2        | .100  | .143     | .100     | .243  |
| 1992      | 阪急 オリックス | 15    | 25    | 19    | 0     | 1     | 1        | 0        | 0        | 2     | 1     | 1     | 0        | 5     | 0     | 1     | 0     | 0     | 6     | 0        | .053  | .100     | .105     | .205  |
| 1993      | 阪急 オリックス | 53    | 27    | 25    | 7     | 6     | 2        | 0        | 0        | 8     | 4     | 1     | 1        | 0     | 1     | 1     | 0     | 0     | 8     | 1        | .240  | .259     | .320     | .579  |
| 1994      | 阪急 オリックス | 2     | 0     | 0     | 0     | 0     | 0        | 0        | 0        | 0     | 0     | 0     | 0        | 0     | 0     | 0     | 0     | 0     | 0     | 0        | ----  | ----     | ----     | ----  |
| 1995      | 阪急 オリックス | 64    | 51    | 39    | 3     | 4     | 0        | 0        | 0        | 4     | 2     | 3     | 1        | 5     | 0     | 4     | 0     | 3     | 8     | 1        | .103  | .239     | .103     | .342  |
| 1996      | 阪急 オリックス | 11    | 2     | 2     | 1     | 0     | 0        | 0        | 0        | 0     | 0     | 0     | 0        | 0     | 0     | 0     | 0     | 0     | 1     | 0        | .000  | .000     | .000     | .000  |
| 1997      | 阪急 オリックス | 1     | 0     | 0     | 0     | 0     | 0        | 0        | 0        | 0     | 0     | 0     | 0        | 0     | 0     | 0     | 0     | 0     | 0     | 0        | ----  | ----     | ----     | ----  |
| 1998      | 阪神            | 61    | 54    | 49    | 10    | 9     | 0        | 1        | 0        | 11    | 0     | 2     | 1        | 4     | 0     | 0     | 0     | 1     | 10    | 0        | .184  | .200     | .224     | .424  |
| 通算：9年 | 通算：9年       | 247   | 182   | 156   | 22    | 22    | 3        | 1        | 0        | 27    | 7     | 7     | 3        | 14    | 1     | 7     | 0     | 4     | 37    | 4        | .141  | .196     | .173     | .370  |

- 阪急（阪急ブレーブス）は、1989年にオリックス（オリックス・ブレーブス）に球団名を変更

### 記録
初記録
- 初出場：1988年10月22日、対ロッテオリオンズ戦（阪急西宮球場）、9番・遊撃手で先発出場、2打数無安打（投手・小川博）
- 初安打：1991年5月1日、対日本ハムファイターズ戦（姫路市立姫路球場）、津野浩から単打
- 初打点：1992年9月22日、大阪近鉄バファローズ戦（グリーンスタジアム神戸）、11回裏に赤堀元之からサヨナラ適時打

### 背番号
- 62（1986年 - 1993年）
- 37（1994年 - 2000年）
- 87（2001年 - 2004年）
- 74（2005年 - 2010年）
- 73（2011年 - 2015年）
- 76（2016年 - ）

### 代表歴
- 2013アジアウインターベースボールリーグ：NPB選抜：内野守備走塁コーチ
- 2017アジアウインターベースボールリーグ：NPBウエスタン選抜：内野守備走塁コーチ[7]